# The Time of the Oath
The Time Of The Oath är det tyska power metal-bandet Helloweens sjunde studioalbum, utgivet i februari 1996 på Raw Music, och i Japan på Victor i mars samma år.
Tre singlar släpptes från albumet: "Power", "The Time of the Oath" och "Forever and One (Neverland)". Dessa fick också varsin musikvideo.

## Låtlista
1. "We Burn" – 3:06
2. "Steel Tormentor" – 5:42
3. "Wake Up the Mountain" – 5:05
4. "Power" – 3:32
5. "Forever and One (Neverland)" – 3:54
6. "Before the War" – 4:34
7. "A Million to One" – 5:12
8. "Anything My Mama Don't Like" – 3:47
9. "Kings Will Be Kings" – 5:09
10. "Mission Motherland" – 9:03
11. "If I Knew" – 5:31
12. "The Time Of The Oath" – 6:59

Bonusspår på den japanska utgåvan
1. "Still I Don't Know" – 4:13
2. "Take It to the Limit" – 4:05

## Medverkande
Musiker
- Andi Deris – sång
- Michael Weikath – gitarr
- Roland Grapow – gitarr
- Markus Grosskopf – basgitarr
- Uli Kusch – trummor

Bidragande musiker
- Jörn Ellerbrock – keyboard
- Tommy Hansen – keyboard

Produktion
- Tommy Hansen – producent, mixning
- Michael Tibes – inspelningstekniker
- Ian Cooper – mastering
- Nick Watson – remastering
- Dave Ling – liner notes
- Martin Zeissler – omslagskonst
- Frederick Moulaert – albumkonst
- George Chin – foto